# Bảo tàng Huyện của Vùng Głubczyce
Bảo tàng Huyện của Vùng Głubczyce (tiếng Ba Lan: Powiatowe Muzeum Ziemi Głubczyckiej) là một bảo tàng tọa lạc tại số 1 Quảng trường chợ, Głubczyce, Ba Lan. Các bộ sưu tập của Bảo tàng được đặt trong tòa nhà hiện là trụ sở của Tòa thị chính Głubczyce.

## Lược sử hình thành
Bảo tàng Huyện của Vùng Głubczyce được thành lập vào năm 2001, tiếp nối truyền thống của Bảo tàng Thành phố và Quận Głubczyce (được thành lập vào năm 1910). Trong Chiến tranh thế giới thứ hai, một số bộ sưu tập của Bảo tàng Thành phố và Quận Głubczyce đã bị cướp bóc, số còn lại được đưa đến các viện bảo tàng ở Racibórz và Opole.
Trong bảy năm đầu hoạt động, các bộ sưu tập của Bảo tàng được trưng bày trong tòa nhà của Tổ hợp Trường Nông nghiệp trực thuộc Trung tâm Giáo dục Thường xuyên tại số 2 Phố Niepodległości. Năm 2008, các bộ sưu tập của Bảo tàng được chuyển đến trụ sở hiện tại.

## Triển lãm
Bộ sưu tập của Bảo tàng Huyện của Vùng Głubczyce hiện đang bao gồm các triển lãm sau: lịch sử (gồm các hiện vật và kỷ vật có liên quan đến thời kỳ Chiến tranh thế giới thứ hai) và dân tộc học (giới thiệu văn hóa vùng biên giới). Ngoài ra, du khách còn có thể tham quan các triển lãm về ngành sản xuất bia ở địa phương.

## Giờ mở cửa
Bảo tàng Huyện của Vùng Głubczyce hoạt động quanh năm, mở cửa tất cả các ngày trong tuần trừ thứ Hai và thứ Bảy.